# Ebro-Vertrag

Die Iberische Halbinsel im 3. Jahrhundert v. Chr.

Der Ebro-Vertrag war ein Vertrag zwischen dem Karthager Hasdrubal und dem Römischen Reich im Vorfeld des Zweiten Punischen Krieges. In einigen antiken Quellen wird – in Bezugnahme auf die Vertragsform als Feldherrnvertrag – dieser als Hasdrubal-Vertrag wiedergegeben, da er unmittelbar zwischen dem karthagischen Militärführer Hasdrubal und römischen Gesandten abgeschlossen wurde.
Die Vertragsschließung fand zwischen 227 v. Chr. und 225 v. Chr. statt und somit weit vor Beginn des Zweiten Punischen Krieges. Das genaue Jahr ist in der Forschung umstritten, allerdings wird in der Literatur am häufigsten der Zeitraum 226/225 vertreten.
Der Vertrag besagte, dass die Grenze zwischen dem römischen und dem karthagischen Einflussbereich in Iberien der „Iber“ darstellte, und dass Hasdrubal diesen nicht mit Waffen überschreiten solle. Die Frage, welcher heutige Fluss mit dem antiken Iber zu identifizieren sei, ist bis heute in der Forschung nicht eindeutig beantwortet. Ebenfalls umstritten ist, ob eine Sagunt-Klausel existierte, ob der Vertrag durch Karthago ratifiziert wurde, und was somit die genauen Kriegsursachen waren, welche zum Ausbruch des Zweiten Punischen Krieges führten. Der Ebro-Vertrag ist ein grundlegender Streitpunkt in der Erforschung um die Ursachen des Zweiten Punischen Krieges und der damit verbundenen „Kriegsschuldfrage“.

## Vorgeschichte und historische Einordnung
Nach der Niederlage im Ersten Punischen Krieg 241, verlor Karthago Sizilien an die Römer. In den Wirren des Söldneraufstands, in dem sich die libyschen Söldner gegen den nordafrikanischen Staat wandten, besetzten die Römer 238 die sprichwörtlichen Kornkammern Karthagos, Sardinien und Korsika. Gegen diesen Bruch des Lutatius-Vertrags konnten die Karthager keinen Widerstand formieren, sie mussten den zusätzlichen Gebietsverlust hinnehmen. In den Folgejahren expandierte der Einflussbereich Roms in den Norden der Italienischen Halbinsel. Hier spitzten sich die Konflikte gegen die regionalen Stämme zum Keltenkrieg in Oberitalien 225 zu. Karthago entschied sich, unter Führung von Hamilkar Barkas die jüngsten Gebietsverluste durch eine intensive Eroberungspolitik auf der Iberischen Halbinsel zu kompensieren.
Die Römer beobachteten die neuerliche Expansion ihres bedeutendsten Kontrahenten im westlichen Mittelmeer. Bereits um 231/230 besuchte eine römische Gesandtschaft den Barkiden und erkundigte sich nach den weiteren Plänen für Iberien. Die Römer gaben sich mit der Antwort zufrieden, die Expansion sei notwendig, um die 241 ausgehandelten noch ausstehenden Reparationen begleichen zu können.

## Forschungsproblematik
Ein Problem der Karthagoforschung besteht in dem großflächigen Verlust karthagischer Quellen und Aufzeichnungen. Die zeitgenössische Überlieferung ist vorwiegend römisch geprägt. Zu den glaubwürdigsten und nicht zuletzt für den Ebro-Vertrag unmittelbarsten Quellen gehört Polybios. Allerdings ist anzunehmen, dass Polybios, der als griechische Geisel nach Rom verschleppt wurde, in seinen Ausführungen „nicht ganz frei von Sachzwängen war“. Die Mehrheit der überlieferten Textbestände – Livius oder Appian – ist der römischen Annalistik zuzurechnen. Diese ist weitestgehend als „anachronistisch und irreführend“ zu betrachten, da sie sich um eine nachträgliche Beschönigung der römischen Geschichte bemühte, und daher in der Bewertung dementsprechend kritisch zu berücksichtigen ist. Methodisch gingen die Annalisten derart vor, dass sie eigene Vertragsauslegungen anboten und geographische oder chronologische Fakten verfälschten.

## Vertragsinhalt
Polybios fasst den Vertragsinhalt derart zusammen, dass die Römer mit Hasdrubal einen Vertrag schlossen, „worin von dem übrigen Iberien keine Rede war, während es den Karthagern nicht erlaubt sein sollte, den Fluss Iber in kriegerischer Absicht zu überschreiten.“ Diskutiert wird, inwieweit sich die Karthager hier einseitig banden und einen defensiven Verzicht auf eigene Expansion auf der Halbinsel gewährten. Angesichts der bevorstehenden römisch-keltischen Konflikteskalation gab es seitens Hasdrubals dazu keinen Anlass. Zimmermann folgert, dass die Römer ihrem Vertragswunsch ein eigenes Angebot beigegeben haben müssten. Dieses hätte in der Gewährung vollkommener Handlungsfreiheit im südlich des Flusses gelegenen Gebiet bestanden. Seine Entsprechung finde diese Annahme in dem Polybios-Zitat: „worin von dem übrigen Iberien keine Rede war“. Eine abweichende Interpretation der Polybios-Stelle bietet Bringmann; er formuliert unter Ausblendung der annalistischen Quellen, dass der Vertrag beiden Seiten freie Hand gewährte und lediglich den Karthagern den kriegerischen Übertritt des Iber verweigerte. Diese Lesart betont den einseitigen Vorteil für die römische Seite, die am Vorabend der Konfrontation in Norditalien die Karthager zum Stillhalten bewegen wollte. Allerdings betonte Polybios, dass die Römer großzügig verfahren seien und eine Brüskierung Hasdrubals vermieden.

### Zur Lage des Ebro

Flüsse der Iberischen Halbinsel

Die Forschung ist sich uneinig, wo der vertraglich als Iber bezeichnete Fluss damals genau lag bzw. welcher Fluss in Iberien unter dem Iber-Fluss der antiken Quellen zu verstehen ist. Neben dem heutigen Ebro wurden die südlich von Sagunt liegenden später als Júcar und Río Segura benannten, zu römischen Zeiten aber ebenfalls als Iberus bezeichnete Flüsse, von Historikern als alternative Iber-Varianten lokalisiert. Polybios selbst lokalisiert den Fluss einmal südlich und einmal nördlich von Sagunt. Gegen die These von Sagunt als einer nördlich des in den Quellen Iber genannten Flusses gelegenen Stadt spricht zudem, dass es bei Polybios heißt, nach Hannibals Sieg über die Vakkäer am oberen Duero (südlich des oberen Ebro) habe es niemand mehr auf dieser Seite des Iber außer Sagunt gewagt, gegen die Karthager aufzutreten. Auch gewinnt man aus den meisten antiken Quellen den Eindruck, Hannibal habe den Iber zum ersten Mal nach der Zerstörung von Sagunt überschritten. Die Lage zu wissen, ist jedoch wichtig im Hinblick auf die Sagunt-Klausel und die Frage, ob Sagunt nördlich des Iber lag – was die Klausel überflüssig machen würde –, welcher Fluss dann hätte überschritten werden müssen, um Sagunt zu belagern, oder ob Sagunt südlich, also in der eigentlich karthagischen Zone, lag und deshalb eine Sagunt ausnehmende Klausel aufgesetzt wurde.
Für den Ebro als Vertragsfluss spricht sich Bringmann derart aus, dass zum Vertragsabschluss der karthagische Einflussraum unterhalb des Segura lag und die Römer Hasdrubal somit einen immensen Bereich zur weiteren Expansion zugestanden hätten. Seine Entsprechung in den Quellen fände diese Position bei Polybios, der von einem verständnisvollen Vorgehen der Römer gegenüber dem Barkiden sprach. Bleicken hebt die römische Interessensicherung zu Gunsten Massalias, welches in Südgallien und Nordspanien über zahlreiche Handelsniederlassungen verfügte, hervor. Massalia versorgte zu dieser Zeit die Römer mit Informationen über die karthagische Ausbreitung in Iberien. Die Römer protestierten – folgt man Polybios – gegen Hannibals Angriff auf Sagunt, aber eben nicht gegen die Überschreitung der Iber-Grenze.

### Die Sagunt-Klausel

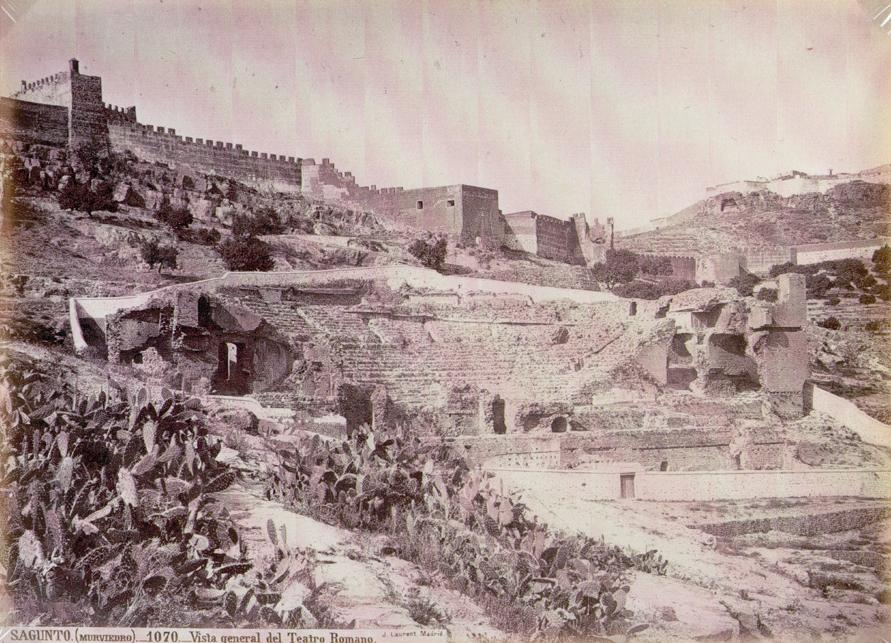
Architektonisch gibt es heute nur wenige bauliche Überreste, die ein Bild des antiken Saguntums nachzeichnen. Die Fotografie von 1870 zeigt das römische Theater von Saguntum.

Die Existenz dieser Klausel ist umstritten, denn sie wird, ebenso wie die Überschreitung des Ebro, von den Römern als Kriegsanlass gewertet. Laut den Römern war Sagunt ein römischer Bundesgenosse und durfte von den Karthagern nicht angegriffen werden. Die Besetzung durch Hannibal im Jahr 219 v. Chr. wäre nach dieser Lesart ein Vertragsbruch. Laut den Quellen haben die Römer jedoch lange gewartet, ehe sie Sagunt zu Hilfe kamen, was den Anschein erweckt, dass dieses doch kein Bundesgenosse war. Die Karthager haben den Ebro-Vertrag möglicherweise nicht rechtmäßig anerkannt und somit galten für sie die Regelungen des Lutatius-Vertrags von 241 v. Chr. Dieser schützte explizit römische Bundesgenossen vor karthagischer Einflussnahme, allerdings war Sagunt zur Zeit des Lutatius-Abkommens nachweislich kein Bundesgenosse. Bereits 1975 resümierte Bernhardt auf Grundlage des damaligen Forschungsstandes, dass Sagunt nicht mit Rom föderiert war, sondern lediglich den Status eines „Amicitia et societas-Verhältnisses“ besaß. Unter diesen Gesichtspunkten stellt sich die Frage, inwieweit die Regelungen des Lutatiusfriedens auch für neue Bundesgenossen des Römischen Reiches galten und anzuwenden wären.
Fest steht, dass Saguntum mit Rom 241 in Kontakt stand – Rom hatte schiedsrichterliche Aufgaben übernommen. Allerdings ist ein formelles Bündnis fraglich, weshalb die entsprechende Klausel des Lutatius-Vertrages nicht anzuwenden ist. Doch stand die Stadt im Status eines amicus populi Romani – einer anerkannten und befreundeten Stadt. Ungeklärt ist, wann Sagunt engeren Kontakt mit den Römern aufnahm, dieser Zeitpunkt wird zwischen Lutatius-Vertrag und bis nach Abschluss des Ebrovertrages geschätzt – Bleicken tendiert eher zu Letzterem. Ferner bezweifelt er, dass die Stadt jemals in den Rang eines socius populis Romani – Bundesgenossen – aufstieg. Vermutlich wurde die Beziehung zu Sagunt, von den Römern, in den dem Krieg vorausgehenden Gesprächen, durch die römische Annalistik nachträglich aufgewertet. Angesichts des unklaren rechtlichen Status Sagunts und des römischen Zögerns während der Belagerung, welche in eine für Rom problematische außenpolitische Phase fielen – neuerliche Konflikte mit den Kelten in Norditalien und der Beginn des Krieges gegen Illyrien – spekuliert Bleicken, dass Massalia, die Römer auf den steten Machtzuwachs der Karthager in Iberien aufmerksam machte. Hierdurch wird die römische Intervention mit eigenen machtpolitischen Ambitionen gerechtfertigt.
Nachdem Bringmann darstellte, dass seiner Auffassung nach Sagunt südlich des Iber liege beschreibt er sein Modell der Sagunt-Klausel. Die durch Polybius nördlich des Iber erfolgte Einordnung der Stadt, ergebe sich aus der starken Beeinflussung durch den Rechtsstandpunkt der römischen Politik. Nachdem Hannibal über den Sommer 220 den karthagischen Interessenraum stark ausdehnte, reagierten die Römer im Winter 220/19 mit einer Unterhändlergruppe. Diesen diplomatischen Widerstand gegen seine Expansionspolitik ignorierte Hannibal. Sodann eroberte er Sagunt nach langer Belagerung, um die römische Argumentation, der Berufung auf ein bestehendes Schutzverhältnis gegenüber den Saguntinern zu konterkarieren. Hannibal sah sowohl den schwachen Rechtsstandpunkt, als auch die durch laufende Grenzkonflikte geschwächte militärische Position Roms. Er riskierte bewusst eine Intervention, die ausblieb. „Hannibal hatte somit die römische Demarche von 220/19 als diplomatischen Bluff entlarvt.“
Polybios erwähnt in seinen Ausführungen zum Ebro-Vertrag keine Sagunt-Klausel, führt sie jedoch später an, als es um die Frage der Kriegsschuld geht. Es ist möglich, dass diese Klausel eine Erfindung war, um die Kriegsschuld von den Römern zu weisen.
Eine andere These besagt, dass die Saguntiner einen Bundesgenossen der Karthager angriffen, dem Beistand geleistet wurde. Sollte dies so gewesen sein, wurde der Angriff der Römer in ihrer Geschichtsschreibung nicht erwähnt (nur der Kriegsgewinner durfte Geschichtsschreibungen vornehmen); das Zögern ihrerseits würde auch erklärbar, da Sagunt einen Angriffskrieg geführt hätte. Diese These findet jedoch in antiken Quellen keinen Rückhalt.

### Zur Frage der Ratifikation
Die Frage, ob Hasdrubal als eigenständiger Herrscher im iberischen Raum und ohne die Zustimmung der Karthager mit den römischen Gesandten verhandelte, ob es ein Feldherrenvertrag war, der nicht in Karthago ratifiziert werden musste, oder ob er unter Anwesenheit karthagischer Ratsherren abgeschlossen wurde und somit nicht ratifiziert werden musste, ist ungeklärt. Sie ist deshalb wichtig, weil Karthago laut Livius den Vertrag nicht ratifiziert hatte und diesen deshalb als ungültig ansah, was beinhaltet, dass die Karthager keinen Vertragsbruch begangen hatten und somit nicht am Kriegsausbruch schuldig wären. Diese Livius-Stelle bezieht sich auf die Annahme, dass es sich um einen Feldherrenvertrag zwischen Hasdrubal und Rom handelte, dieser wäre weder für Hannibal noch für Karthago bindend geblieben. Die karthagische Regierung desavouierte später die Barkiden, weder in der Ebro- noch in der Sagunt-Frage. Offensichtlich ging sie von den besseren rechtlichen Argumenten aus. Nachdem die römischen Diplomaten im Winter 220/19 ihre Rechtsauffassung nicht überzeugend darlegen konnten, reagierte Rom nicht nach dem Fall Sagunts, sondern erst nach Überschreitung des Ebro. Der folgenden römischen Forderung nach Auslieferung Hannibals seien die Karthager nicht nachgekommen, da es sich um einen mit Hasdrubal geschlossenen Feldherrenvertrag handelte, dem nicht nur die Ratifikation durch die karthagische Volksversammlung fehlte, sondern der überdies mit seinem Tod hinfällig wurde, so Bringmann.

## Historische Bewertung des Vertrages
Zimmermann weist Meinungen, welche die karthagische Politik nach dem Ersten Punischen Krieg als revanchistisch denunzieren, zurück. Hasdrubal akzeptierte ohne Not eine Absteckung der Interessensphären und signalisierte seinen Verzicht auf eine Unterstützung der keltischen Gegner Roms durch seine Akzeptanz der Ebrogrenze. Bringmann ergänzt, dass die Bedeutung des Vertrages in den Zeitumständen zu suchen sei. Rom plante 226/225 seinen Krieg gegen die keltischen Stämme Oberitaliens. Somit sollte der Vertrag vor allem einen militärischen Beistand der Karthager für diese verhindern. Andererseits war keine der beiden Vertragsparteien eingeschränkt „freundschaftliche oder gar vertragliche Beziehungen mit iberischen bzw. kelt-iberischen Stämmen“ zu knüpfen. Rom weitete zu diesem Zweck vorangegangene Verträge von den nautischen Beschränkungen auf die Landgrenze des Iber aus. Damit trug Rom dem Wandel der karthagischen Armee, welche mit dem Verlust seiner Inseln keinen Bedarf mehr auf den Unterhalt einer großen Flotte hatte, Rechnung. Dies war letztlich einer der Gründe, weshalb Hannibal Italien über die Alpen angriff und nicht im Mittelmeer übersetzte.

## Ursachen und Anlässe des Zweiten Punischen Krieges

Route des Hannibalzuges von Sagunt über den Ebro und die Alpen nach Italien

Es ist fraglich, welche Details der Überlieferung stimmen, denn jede Interpretation ergibt einen anderen Kriegsgrund. Wahrscheinlich spielte der Ebro-Vertrag hier die entscheidende Rolle. Jedoch ist es möglich, dass beide Parteien einen Krieg suchten und der Gewinner später die Geschichtsschreibung weiterführte und die Kriegsschuld auf Karthago schob. Es ist denkbar, dass Karthago sich für die Demütigung des verlorenen Ersten Punischen Krieges und den Folgen daraus, den kürzlichen Verlust der beiden Inseln Sardinien und Korsika und der damit verbundenen Zahlung zu rächen suchte und sich mit Hilfe der in Iberien gewonnenen Geldmittel für den Krieg vorbereitete.